# Mohamed Megdoud
Pour les articles homonymes, voir Megdoud.
Mohamed Megdoud est un homme politique français né le 16 janvier 1908 à Beni Amrane et mort le 16 juin 1997.
Il est sénateur dans le département de Tizi Ouzou de 1961 jusqu'à l'indépendance de l'Algérie en 1962.

## Biographie
Mohamed Megdoud voit le jour le 16 janvier 1908 à Beni Amrane, commune située entre Alger et Tizi Ouzou en Algérie. Exerçant la profession de commerçant, il s'engage dans la politique locale alors que la guerre ravage le territoire algérien. D'abord premier adjoint au maire, il est ensuite maire de Beni Amrane de 1959 à 1962. Le 13 novembre 1961, il est proclamé sénateur de Tizi Ozou, succédant à Salah Benacer, élu lors des élections sénatoriales du 31 mai 1959 et assassiné la veille alors qu'il rejoignait sa mairie de Mekla. Inscrit au groupe sénatorial de l'Union pour la nouvelle République M. Megdoud ne prend cependant pas part aux séances publiques et ne dépose pas de proposition de loi. Son mandat de sénateur prend fin dès 4 juillet 1962 en application de l'ordonnance adoptée la veille à la suite de l'indépendance de l'Algérie. Il meurt le 16 juin 1997 à l'âge de 99 ans.